# Llista reial de Karnak
La llista reial de Karnak és una llista de reis de l'antic Egipte centrada en els noms del reis del segon període entremig. Fou trobada al temple d'Ammon a Karnak, i actualment es troba al Museu del Louvre a París.